# Salada grega

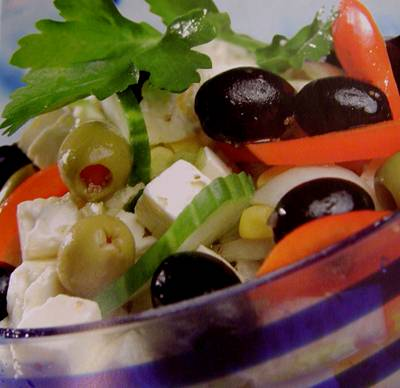
Salada griega - χωριάτικη σαλάτα

A salada grega  (em grego:  χωριάτικη σαλάτα, significando "salada campestre") é uma salada tradicional grega com os ingredientes característicos deste país. A salada original é feita com tomate, pepino, pimentão e cebola roxa. Temperada com sal, pimenta-do-reino, orégano e azeite. A tudo isto juntam-se pedaços de queijo feta, alcaparras e azeitonas kalamata. A alface, apesar do que pensa a maioria das pessoas, é muito rara na salada grega. Há uma variante da salada que se denomina μαρούλι, "alface" em vez de "salada" e é muito diferente: consiste em alface, cebolinha-verde, e endro fresco, tudo regado com azeite e vinagre ou sumo de limão
A salada grega servida como entrada na maioria dos restaurantes na Grécia, seja na capital ou em suas ilhas é composta de: pepino, tomate, queijo feta e alface, que aqui denominamos "alface romana".

## Outros usos
O termo "salada grega" é usado na culinária dos Estados Unidos da América, na da Austrália, África do Sul e Inglaterra para referir a salada de alface que tem os ingredientes gregos, temperada com uma vinagreta. Os tomates e o queijo feta bem como as azeitonas são os ingredientes mais usados nas saladas americanas denominada "gregas", mas os pepinos, os pimentos e as cebolas, os rábanos e os peperoni são muito comuns, ao contrário do que acontece na Grécia.